# 進士慶幹

1961年

進士 慶幹（しんじ よしもと、1925年〈大正14年〉2月13日 - 1987年〈昭和62年〉3月10日）は、日本の日本史学者。 
暁星中学校を経て、1947年日本大学法文学部文学科史学専攻卒業、文学部助手。1949年東京大学史料編纂所入所、1972年日本大学教授。1987年3月10日、咽頭腫瘍のため死去。没後、勲四等瑞宝章を贈られた。

## 著書
- 『江戸時代の武家の生活』至文堂 日本歴史新書 1961、増補版1966、新版1985
- 『由比正雪』吉川弘文館 人物叢書 1961、新版1986
- 『歴史書入門』人物往来社 1965
- 『近世武家社会と諸法度』学陽書房 1989

### 共著編
- 『絵で見る日本の歴史 4 江戸幕府とその時代』編 国民図書刊行会 1958
- 『江戸時代武士の生活』編 雄山閣出版「生活史叢書」 1963、新版1981ほか、オンデマンド版2003
- 『一日一話 歴史と名言』編 人物往来社 1964
- 『日本の家紋』加藤秀幸共著 人物往来社 1964
- 『日本歴史シリーズ 第12巻 将軍と大名』編 世界文化社 1967
- 『日本の古地図 3 江戸郊外』編著 講談社 1976
- 『日本の古地図 2 江戸山の手』編著 講談社 1976
- 『日本の古地図 1 江戸下町』編著 講談社 1976
- 『日本の古地図 9 江戸八百八町』講談社 1977

### 校訂
- 松平太郎『江戸時代制度の研究』校訂 柏書房 1964、新版1993
- 旧事諮問会編『旧事諮問録 江戸幕府役人の証言』校注 岩波文庫（上下） 1986
- 長谷川渓石『江戸東京実見画録』花咲一男と注解 岩波文庫 2014

## 参考
- 『由比正雪』著者紹介
- 『東京大学史料編纂所史史料集』[要文献特定詳細情報]